# 시모하마촌
시모하마촌(下浜村)은 아키타현 유리군에 설치되었던 촌이다. 현재의 아키타시에 해당한다.